# Приключения Васи Куролесова (повесть)
«Приключе́ния Ва́си Куроле́сова» — повесть советского писателя Юрия Коваля, опубликованная в 1971 году. Юмористический детектив, рассказывающий о том, как простой деревенский парень Вася Куролесов помог милиции города Карманова поймать шайку мошенников.
Первая часть детективной трилогии, продолжением которой служат повести «Пять похищенных монахов» и «Промах гражданина Лошакова». Эта часть наиболее известна и переиздавалась множество раз. В 1971 году Юрий Коваль был удостоен за эту повесть третьей премии Всесоюзного конкурса на лучшее произведение для детей, а в 1981 году по ней был снят одноимённый мультфильм.
Повесть переведена на несколько европейских языков. После издания в ФРГ она была занесена в Бест-лист Библиотеки ЮНЕСКО.

## История создания
Сюжет повести «Приключения Васи Куролесова» во многом навеян рассказами отца писателя о его работе в милиции — до войны Иосиф Яковлевич Коваль был начальником уголовного розыска города Курска, во время войны работал в Москве в отделе по борьбе с бандитизмом, а потом был назначен начальником уголовного розыска Московской области:
Отец был очень смешливый человек. Очень смешливый... Он умел развеселить публику чем угодно, любым рассказом. Мгновенно смешил... И все мои книги он очень любил, и охотно их читал, и охотно их цитировал. Правда, при этом говорил: «Это, в сущности, всё я Юрке подсказал».
Так, например, не являются вымышленными фамилии сыщиков Болдырев и Куролесов, они относились к реальным милиционерам, работавшим с И. Я. Ковалём.
В отличие от большинства других повестей Юрия Коваля, «Приключения Васи Куролесова» были сразу изданы в виде отдельной книги, без предшествующего журнального варианта. Повесть стала на момент её публикации самым крупным произведением Коваля. Косвенное отражение это нашло и в авторских словах в конце книги:
А книжка-то какая длинная получилась! Читаешь её, читаешь, никак не дочитаешь до конца.

Пора уже кончать книжку, пора и в окно поглядеть: что там, на улице, делается.
В 1971 году повесть была удостоена третьей премии на Всесоюзном конкурсе на лучшую детскую книгу. Кроме того, её заметил и перевёл на немецкий язык известный переводчик Ханс Бауман. В его переводе книга была выпущена на немецком языке в издательстве «Тинеманн Ферлаг» в Штутгарте, а затем на Франкфуртской ярмарке книгу купили сразу несколько издательств, она была переведена на другие языки и издана в Европе и за её пределами.

## Сюжет
Действие повести разворачивается в северо-восточном Подмосковье — в вымышленном районном центре Карманове (расположенном на месте Мытищ) и окрестных деревнях (Сычи и Тарасовка).
Вася Куролесов жил с мамой в деревне Сычи и как-то раз поехал в город Карманов купить поросят. Однако приехав домой, он обнаружил, что вместо поросят черноусый продавец подсунул ему рыжего облезлого пса. Вася решил отыскать мошенника-продавца и снова отправился в город вместе с Матросом (так он назвал пса). Однако оказавшийся там опасный мошенник Курочкин (тот самый черноусый продавец, к тому времени уже сбривший усы) при помощи стекольщика Рашпиля задерживает Васю, а сам в это время бежит за старшиной Таракановым, который и задерживает Куролесова. В отделении милиции Курочкин рассказывает всё наоборот — как будто бы это он ходил на рынок купить поросят, а Вася его обманул. До приезда капитана Болдырева Куролесова сажают в КПЗ, где Вася знакомится с арестованным вором по прозвищу Батон.
После приезда капитана и разбирательства Вася и Матрос присоединяются к милиции, которая разыскивает Курочкина, совершающего дерзкие ограбления со своими пособниками Рашпилем и Батоном…

## Персонажи

### Главные герои
- Вася Куролесов — протагонист повести. Семнадцатилетний молодой парень из деревни Сычи, любящий пироги с яблоками, учащийся на механизатора и практикующийся на стареньком тракторе «Беларусь». Простоватый, несколько наивный, но добрый и искренний. Любит торговаться и спорить, из-за чего и был обманут жуликами. Не может пройти мимо неправды, а потому подключается к расследованию. Догадался, что украденные жуликами деньги спрятаны в пчелиных ульях. Пословицы понимает буквально. За помощь следствию награждён карманными часами с музыкой.
- Матрос — рыжий пёс Васи, проданный ему Курочкиным вместо поросят. Очень любит своего хозяина, а также сахар. Благодаря ему были задержаны Курочкин, Рашпиль и Батон.

### Кармановскаямилиция
- Болдырев — капитан милиции. Строгий, но дисциплинированный человек с глазами цвета маренго. Носит серый костюм. Сразу догадался, что задержанный Вася Куролесов невиновен, обращает внимание на различные, казалось бы, неприметные мелочи, которые в итоге помогают следствию. Предложил Васе работать в милиции, что стало основным сюжетным компонентом последующих повестей про Куролесова.
- Тараканов — старшина милиции, обладатель огромных рыжих усов и гроза всех кармановских жуликов, которые называли его «Страшина», «Тараканий Ус» и «Тараканиус». Исполнительный, однако более стеснительный и сентиментальный. Поначалу, поверив Курочкину, арестовал Васю, однако потом понял свою ошибку.

### Преступные элементы
- Курочкин (Черноусый) — главный антагонист повести. Мошенник, промышляющий обманом покупателей на Кармановском колхозном рынке, а также грабежом. Прикидываясь черноусым торговцем, продаёт Васе вместо поросят пса. После второго приезда Васи в Карманов сбривает усы и, обманув милицию (переврав историю своего мошенничества — якобы Вася, прикидываясь черноусым, продал ему пса вместо поросят), добивается того, что Васю сажают в КПЗ до разбирательства. Задержан благодаря Васе и Матросу. Награбленное хранил в пчелиных ульях на участке Рашпиля.
- Рашпиль (Рябой) — мелкий жулик, сообщник Курочкина. Промышляет тем, что прикидывается стекольщиком и вставляет клиентам «двойное бэмское стекло», после чего грабит их квартиры. После освобождения Васи укрывал Курочкина в своём доме, доставшемся ему по наследству от отца Ивана Петровича. Задержан благодаря оперативности кармановской милиции.
- Батон — вор, сообщник Курочкина. Сокамерник Васи по КПЗ. Во второй раз встречается с ним в поезде, где предлагает ограбить магазин «Культурные товары». Очень полный, но трусливый и обманчиво-добродушный человек. Задержан благодаря оперативности кармановской милиции.

### Другие персонажи
- Евлампьевна — мама Васи, простая селянка. Держит кур с петухом, но мечтает также о поросятах. Очень любит сына, но недолюбливает Матроса.
- Емельяныч — пчелиный знаток. Пожилой человек, очень гостеприимный и любящий своё дело. Считает, что «кузнечики ваши чепуха! Они мёду не дают!».
- Наливайко — сельский тракторист, коллега Васи. Попался Васе под горячую руку, когда тот принял его за Курочкина и запустил поленом.
- Марусенька — соседка Куролесовых. Разговаривает басом.
- Братья Барановы — соседи Куролесовых. Задиры, высмеивающие неудачную поездку Васи на рынок.
- Фрезер — милиционер, сначала принесший старшине Тараканову телеграмму, затем читающий газету и чуть позже отправляющийся на обед.

## Известные цитаты
- Что мне нравится в чёрных лебедях, так это их красный нос.
- — А вот стекло двойное бэмское!
- «Вот это фамилия! — подумал Вася. — Болдырев! Как будто самовар в воду упал.»
- … прищуренные глаза цвета маренго.
- Глаза его были глубоко упрятаны под бровями и глядели оттуда, как мыши из подвала.
- Пускай лошадь думает, у ней башка большая.
- Телевизор тюкнулся об пол, как сотня сырых яиц.
- — Стой! — закричал он. — Стой, Курица! Стой, дешевая повидла!
- Приятно окончить книжку хорошим словом — язь.

## Отзывы
- Фазиль Искандер[4]:

Я думаю, что тайная пружина юмора этой книги — любовь автора к своему герою, которая легко распространяется даже на местность, где живет герой и действует. Любовь эта всё время заставляет автора подтрунивать над своим героем, искать в нем проявление смешных черт, смешных действий, что придает его зрению особую зоркость.
Вот Вася идет по базару, то застревая в толпе, то «прокапываясь дальше», вот он рубит дрова, представляя, что поленья, которые он раскалывает, это его враг — мошенник Курочкин. После удара полено «разломилось, как яблоко», а «щепка, чирикнув, как воробей, отлетела в кусты». Мы улыбаемся этим сочным образам, вместе с автором любуемся его героем.

Итак, оказывается, юмор в спрессованном виде может заключать в себе множество самых разнообразных оттенков человеческих чувств, впрочем, юмор, может быть, именно тогда и вспыхивает живым огнём, когда разные чувства уживаются в пределах одного жеста, одной фразы и, наконец, одного характера. Книга Юрия Коваля — еще одно доказательство этому.

## Издания
«Приключения Васи Куролесова» издавались более 20 раз как отдельной книгой, так и в составе сборников Юрия Коваля «Поздним вечером ранней весной» (1988), «Избранные произведения» (2001), «Избранное» (2006). Повесть иллюстрировалась В. Чижиковым, Г. Калиновским, Л. Дурасовым, Д. Матарыкиным. Основные издания:
- Приключения Васи Куролесова: отрывок из новой книги // «Книжное обозрение». 1971. 3 декабря. — С. 10—11.
- Приключения Васи Куролесова: повесть. М.: Детская литература, 1971. (и переиздания 1973, 1990, 1995 и др.)
- Приключения Васи Куролесова: повесть // «Мурзилка». 1993. № 1—7. (В сокращении)
- Приключения Васи Куролесова; Пять похищенных монахов: повести. М.: Детская литература, 1977. — 286 с.
- Приключения Васи Куролесова; Промах гражданина Лошакова; Пять похищенных монахов: повести. Ижевск: Странник, 1992. — 224 с.

В конце 2016 года трилогия о Куролесове была переиздана под одной обложкой Издательским проектом «А и Б» с новыми иллюстрациями Марии Грачёвой и обширным комментарием, составленным литературоведами Олегом Лекмановым, Романом Лейбовым и издателем Ильёй Бернштейном Презентация книги состоялась 25 ноября в Дом-музей Бориса Пастернака в Переделкино и 4 декабря в Центральном Доме художника во время книжной выставки-ярмарки Non/fiction. Новое издание было высоко оценено критиками: так, Галина Юзефович отметила, что благодаря усилиям комментаторов «трилогия оказывается совсем не той книгой, которую многие из нас знают с детства и с удовольствием читают собственным детям, — похожей, но при этом куда более длинной, сложно устроенной и разнообразной».

## Переводы
Повесть переводилась на немецкий, шведский, и английский языки под названиями «Вася покупает пса в мешке» и «Поросёнок в мешке».
- Juri Kowal. Wasja kauft den Hund im Sack / Aus d. Russ. von Hans Baumann. Stuttgart: Thienemann, 1973. — 106 S. ISBN 3-522-11960-6
- Yuri Koval. A Pig in a Poke / Translation from the Russian. London: Abelard-Schuman, 1975. — 127 P. ISBN 0200723324
- Juri Kowal. Wasja kauft den Hund im Sack / Aus d. Russ. von Hans Baumann. Ravensburg: Maier, 1977. — 125 S. ISBN 3-473-39407-6
- Juri Kowal. Vasja köper hunden i säcken / Den svenska översättningen av Edward Brehmer. Stockholm; Malmö; Tübingen; Zürich: Bergh, 1977. — 122 S. ISBN 91-502-0322-3

## Адаптации

### Кинематограф
- Сценарий по мотивам повести планировал написать друг писателя, кинорежиссёр Ролан Быков, с которыми они сотрудничали также над сценарием о трущобной кошке Шамайке. В 1975 году в дневниках Быкова появляется запись: Пора приниматься за «Куролесова» — да пока неизвестно, для кого делать[7]. В 1981, 1983, 1985, 1987 годах Быков неоднократно возвращается к этому замыслу, не исключая, что сценарий будет воплощён не им, а другим режиссёром. В итоге, однако, этому замыслу не удалось осуществиться[8].
- В мае 2007 года кинокомпания «Тундра фильм» объявила о подготовке к съёмкам приключенческой комедии «Невероятные приключения Васи Куролесова», сценарий которой был написан по двум повестям Юрия Коваля — «Приключения Васи Куролесова» и «Куролесов и Матрос подключаются». Режиссёром фильма станет Слава Росс, в главных ролях Ричард Бондарев (Куролесов), Алексей Булдаков (капитан Болдырев), Сергей Баталов (старшина Тараканов).[9] Начало съёмок было запланировано на весну 2008 года, однако из-за отсутствия финансирования со стороны Федерального агентства по культуре и кинематографии подготовка была приостановлена.[10] Через пять лет, 5 декабря 2012 года на заседании Попечительского совета Фонда кино фильм был включён в список проектов социально значимой тематики, поддержка производства и проката которых будет профинансирована[11]. На сайте компании «Тундра фильм» дата кинорелиза была обозначена как 31 марта 2015 года (был также размещён плакат фильма)[12], однако к этому времени никаких новостей о ходе съёмок так и не поступило.

### Мультипликация и диафильмы
- В 1981 году режиссёр В. Попов снял по повести рисованный цветной мультфильм «Приключения Васи Куролесова» (длительностью 26,5 мин.). Юрий Коваль был соавтором сценария.
- В 1987 году о повести был сделан также одноимённый цветной диафильм (художник И. Большакова) в двух частях. После выхода диафильма в «Комсомолке» от 5 декабря 1987 г. появилась разгромная критическая заметка под названием «Накуролесили», в которой досталось и диафильму, и автору повести. Читателями Юрия Коваля заметка была воспринята с негодованием.[13]

### Театральные постановки
- Пьесу для театра «Моя собака пахнет медом» по произведениям Коваля написал детский писатель и сценарист Сергей Иванов[14].
- В 1989 году в Тульском областном театре юного зрителя был поставлен спектакль «Сон Матроса» («Детективное шоу в 2-х действиях с песнями, танцами, выстрелами») по новой версии сценария Сергея Иванова. Постановка Л. Е. Арзуньяна, в которой действие было приближено к современности, Вася противостоял кармановской мафии, а персонажи изъяснялись на сленге, была воспринята неоднозначно. По мнению критика, в спектакле «была напрочь утеряна авторская интонация»[15]. По мнению же режиссёра и актёров театра, зрителями он был воспринят положительно[16][17].

### Аудиоспектакль
- На основе звуковой дорожки из мультфильма 1981 года был создан радиоспектакль (текст читает А. Пожаров, в ролях Е. Леонов, Ю. Яковлев, М. Кононов, Б. Новиков и др., авторы сценария Ю. Коваль и В. Попов, композитор Е. Крылатов). Во второй половине 1990-х годов эта запись была издана на аудиокассетах, а в 2002 году — CD, она также транслировалась в качестве радиоспектакля на Радио России.

## Дополнительные факты
- Деревня Тарасовка, в которой происходит действие, — не вымышленная, это реальная деревня Тарасовка в Пушкинском районе Московской области. Это видно из упоминания в начале четвёртой главы книги стадиона «Спартак» (ныне база ФК «Спартак»). Кроме того, упоминающиеся в одноимённом мультфильме Тарасовка и Перловка (точнее, картофельный склад в Перловке) — существующие станции Ярославского отделения Московской железной дороги.
- К повести прилагается «Краткий словарик, на всякий случай составленный автором», в котором в шутливой форме объясняется значение некоторых упоминаемых слов — например, «маренго» (цвет глаз капитана Болдырева), «патефон» или «язь».
- Персонаж по имени Вася Куролесов является главным героем рассказа Юрия Мамлеева «Бегун» (1995).